# White and Unmarried
White and Unmarried er en amerikansk stumfilm fra 1921 af Tom Forman.

## Medvirkende
- Thomas Meighan som Billy Kane
- Jacqueline Logan som Andrée Duphot
- Grace Darmond som Dorothea Welter
- Walter Long som Chicoq
- Lloyd Whitlock som Marechal
- Frederick Vroom som Mr. Welter
- Marian Skinner som Mrs. Welter